# Sueco antigo

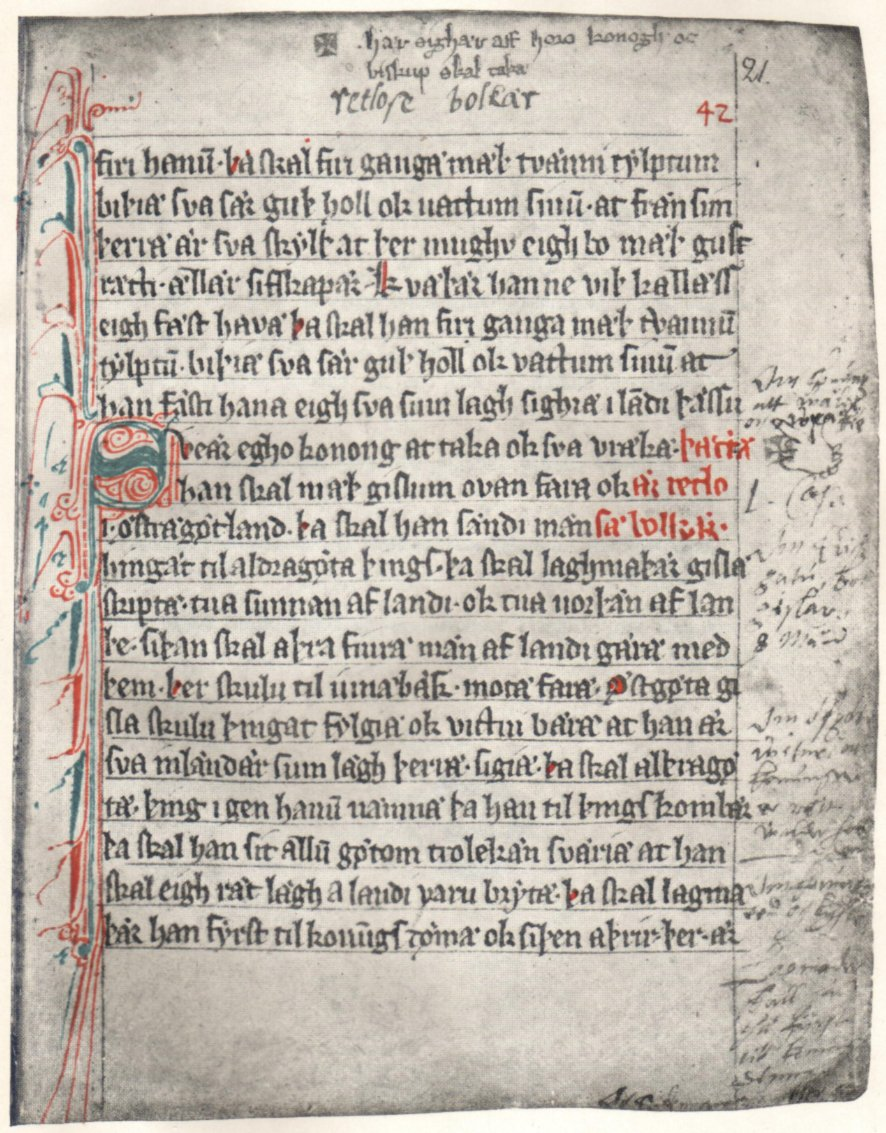
Uma página da Lei da Gotalândia Ocidental escrita por volta de 1280

O sueco antigo (em sueco fornsvenska) é a denominação dada à língua sueca usada no período de 1225 a 1525, a seguir ao chamado sueco rúnico (runsvenska), também designado de nórdico antigo.
Costuma ser dividido em dois estádios:
- 1225–1375 Sueco antigo clássico — klassisk fornsvenska
- 1375–1525 Sueco antigo recente — yngre fornsvenska

Com a chegado do cristianismo, os caracteres rúnicos tradicionais foram sucessivamente substituídos pelos caracteres latinos. Os textos da época eram  principalmente escritos por "homens do rei" e por "homens da igreja". Os documentos mais antigos são diversos códigos de leis — a  Äldre Västgötalagen (Velha Lei da Västergötland; século XIII) e a Magnus Erikssons landslag (Lei nacional de Magnus Erksson; século XIV). Pelo lado da igreja, monges traduziam textos religiosos gregos e latinos. Nesta época não havia nenhuma norma ortográfica: as pessoas escreviam como falavam.
O vocabulário do idioma foi enriquecido com termos gregos e latinos trazidos pela Igreja Católica (kyrka, skola, biskop, martyr,...) e termos alemães trazidos pela Liga Hanseática (språk, stad, köpman, ränta,...).

## Traços típicos
Traços típicos do sueco antigo eram:
- a existência de casos — nominativo, acusativo, dativo e genitivo;
- três géneros — masculino, feminino e neutro;
- verbos conjugados segundo pessoa e número;
- uso sucessivo do alfabeto latino, substituindo o alfabeto rúnico.

## Gramática

### Pronomes pessoais
Abaixo está uma tabela dos pronomes pessoais do sueco antigo:
|            | Singular   | Singular   | Singular   | Singular   | Singular   | Plural     | Plural     | Plural     | Plural     | Plural  |
| 1.ª pessoa | 2.ª pessoa | 3.ª pessoa | 3.ª pessoa | 3.ª pessoa | 1.ª pessoa | 2.ª pessoa | 3.ª pessoa | 3.ª pessoa | 3.ª pessoa |         |
| 1.ª pessoa | 2.ª pessoa | masc.      | fem.       | neut.      | 1.ª pessoa | 2.ª pessoa | masc.      | fem.       | neut.      |         |
| ---------- | ---------- | ---------- | ---------- | ---------- | ---------- | ---------- | ---------- | ---------- | ---------- | ------- |
| Nominativo | iak, jæk   | þu         | han        | hon        | þæt        | vi(r)      | i(r)       | þe(r)      | þa(r)      | þe, þøn |
| Acusativo  | mik        | þik        | han        | hana       | þæt        | os         | iþer       | þa         | þa(r)      | þe, þøn |
| Dativo     | mæ(r)      | þæ(r)      | hanum      | hænni      | þy         | os         | iþer       | þem        | þem        | þem     |
| Genitivo   | min        | þin        | hans       | hænna(r)   | þæs        | var(a)     | iþer, iþra | þera       | þera       | þera    |

### Numerais
Os números de um a quatro são declinados nos casos nominativo, genitivo, dativo, e acusativo, e nos três gêneros (masculino, feminino e neutro); aqui são dadas as formas nominativas. Os números acima de quatro são indeclináveis.
|    | Sueco antigo                | Sueco moderno                 |    | Sueco antigo | Sueco moderno           |
| 1  | ēn, ēn, ēt                  | en, (dialetal f. e, ena), ett | 11 | ællivu       | elva                    |
| 2  | twē(r), twār, tū            | två, tu                       | 12 | tolf         | tolv                    |
| 3  | þrī(r), þrēa(r), þrȳ        | tre                           | 13 | þrættān      | tretton                 |
| 4  | fiūri(r), fiūra(r), fiughur | fyra                          | 14 | fiughurtān   | fjorton                 |
| 5  | fǣm                         | fem                           | 15 | fǣm(p)tan    | femton                  |
| 6  | sæx                         | sex                           | 16 | sæxtān       | sexton                  |
| 7  | siū                         | sju                           | 17 | siūtān       | sjutton                 |
| 8  | ātta                        | åtta                          | 18 | atertān      | arton (arcaico aderton) |
| 9  | nīo                         | nio                           | 19 | nītān        | nitton                  |
| 10 | tīo                         | tio                           | 20 | tiughu       | tjugo                   |

Os números 21–29, 31–39 e assim por diante são formados da seguinte maneira: ēn (twēr, þrīr, etc.) ok tiughu, ēn ok þrǣtighi, etc.
|    | Sueco antigo   | Sueco moderno |      | Sueco antigo | Sueco moderno |
| 30 | þrǣtighi       | trettio       | 70   | siūtighi     | sjuttio       |
| 31 | ēn ok þrǣtighi | trettioett    | 80   | āttatighi    | åttio         |
| 40 | fiūratighi     | fyrtio        | 90   | nīotighi     | nittio        |
| 50 | fǣmtighi       | femtio        | 100  | hundraþ      | hundra        |
| 60 | s(i)æxtighi    | sextio        | 1000 | þūsand       | tusen         |

## Exemplo
Um extrato da Lei da Gotalândia Ocidental (Västgötalagen), escrita por volta de 1280, mostra as semelhanças e as diferenças entre o sueco antigo e o sueco moderno.
Sueco antigo
Dræpær maþar svænskan man eller smalenskæn, innan konongsrikis man, eigh væstgøskan, bøte firi atta ørtogher ok þrettan markær ok ænga ætar bot. [...] Dræpar maþær danskan man allæ noræn man, bøte niv markum. Dræpær maþær vtlænskan man, eigh ma frid flyia or landi sinu oc j æth hans. Dræpær maþær vtlænskæn prest, bøte sva mykit firi sum hærlænskan man. Præstær skal i bondalaghum væræ. Varþær suþærman dræpin ællær ænskær maþær, ta skal bøta firi marchum fiurum þem sakinæ søkir, ok tvar marchar konongi.
Sueco moderno
Dräper man en svensk eller en smålänning, en man ifrån konungariket, men ej en västgöt, så bötar man tretton marker och åtta örtugar, men ingen mansbot. [...] Dräper man en dansk eller en norrman bötar man nio marker. Dräper man en utländsk man, skall man inte bannlysas utan förvisas till sin ätt. Dräper man en utländsk präst bötar man lika mycket som för en landsman. En präst räknas som en fri man. Om en sörlänning dräps eller en engelsman, skall han böta fyra marker till målsäganden och två marker till konungen.
Tradução
Se alguém matar um suíone ou um smålandês, um homem do reino, mas não um gauta ocidental, ele pagará oito örtugar e treze marcos, mas nenhum veregildo. [...] Se alguém matar um dano ou um norueguês, ele pagará nove marcos. Se alguém matar um estrangeiro, ele não será banido e terá que fugir para seu clã. Se alguém matar um padre estrangeiro, pagará tanto quanto por um compatriota. Um padre conta como um homem livre. Se um sulista for morto ou um inglês, ele pagará quatro notas ao autor e duas notas ao rei.